# Saison cyclonique 2020-2021 dans l'océan Indien sud-ouest
La saison cyclonique 2020-2021 dans l'océan Indien sud-ouest devait s'étendre officiellement du 15 novembre 2020 au 30 avril 2021, à l'exception de l'île Maurice et des Seychelles, dont la saison se terminerait le 15 mai 2021. Ces dates délimitent traditionnellement la période de l'année durant laquelle la plupart des cyclones tropicaux et subtropicaux se forment dans le bassin qui est à l'ouest de 90° E et au sud de l'équateur. La formation de cyclones dans ce bassin est surveillée par le Centre météorologique régional spécialisé de La Réunion.

## Prévisions
Le 6 novembre, le Mauritius Meteorological Services émit son bulletin saisonnier de prévision d'activité cyclonique pour l'hiver austral. Le MMS prévoit ainsi qu'environ 7 à 9 systèmes seront nommés cette saison et que la zone propice à la cyclogénèse serait plutôt à l'Est du bassin, vers l'archipel de Diego Garcia.

## Nom des tempêtes
Au sein de l'océan Indien sud-ouest, les dépressions tropicales et les dépressions subtropicales qui sont jugés pour avoir un vent soutenu sur 10 minutes de 65 km/h par le Centre météorologique régional spécialisé cyclones de La Réunion (CMRS) sont généralement attribué un identifiant. Cependant, ce sont les Centres consultatifs sous-régionaux de cyclones tropicaux à Maurice et à Madagascar qui nomment les systèmes plus intenses. Le centre de Maurice nomme les systèmes qui s'intensifient en tempête tropicale modérée entre 55 et 90 ° E. Entre 30 et 55 ° E, c'est le centre de Madagascar qui attribue le nom approprié.
À partir de la saison 2016-2017, les listes de noms dans le sud-ouest de l'océan Indien font l'objet d'une rotation triennale. Les noms de tempête ne sont utilisés qu'une seule fois, donc tout nom de tempête utilisé cette année sera supprimé de la rotation et remplacé par un nouveau nom pour la saison 2023–24. Les noms non utilisés devraient être réutilisés dans la liste pour la saison 2023-2024. Tous les noms utilisés pendant la saison 2017-18 ont ainsi été remplacés.
| CT  | Alicia  |
| FTT | Bongoyo |
| FTT | Chalane |
| FTT | Danilo  |
| CT  | Eloise  |
| TTM | Joshua  |
| CTI | Faraji  |

| CT   | Guambe |
| CTI  | Habana |
| TTM  | Iman   |
| CT   | Jobo   |
| Inc. | Kanga  |
| Inc. | Ludzi  |
| Inc. | Melina |

| Inc. | Nathan  |
| Inc. | Onias   |
| Inc. | Pelagie |
| Inc. | Quamar  |
| Inc. | Rita    |
| Inc. | Solani  |
| Inc. | Tarik   |

| Inc. | Urilia   |
| Inc. | Vuyane   |
| Inc. | Wagner   |
| Inc. | Xusa     |
| Inc. | Yarona   |
| Inc. | Zacarias |

## Déroulement de la saison

### Un début actif
La saison a démarré plutôt dans les normes, le 12 novembre, avec la zone perturbée 01 se formant à environ 1 000 km à l'Est de l'archipel de Diego Garcia. 01 est devenue une dépression tropicale le lendemain puis s'est intensifiée en une tempête tropicale modérée pour devenir le premier système de la saison. Le 15 novembre, Alicia atteignait son pic d'intensité en devenant une forte tempête tropicale avec des vents de 100 km/h et une pression de 982 hPa.
Dans le même temps à l'Ouest des Chagos cette fois-ci, une autre dépression se forma le même jour, devenant la dépression tropicale 02.

## Cyclones tropicaux

### Cyclone tropicalAlicia
Début novembre, le CMRS de la Réunion commence à suivre une zone suspecte qui pouvait potentiellement devenir une cyclogenèse. La probabilité de formation d'une tempête tropicale devenait ainsi modérée le 8 novembre. Le 12 novembre à 12h UTC, le CMRS émit son premier bulletin de la saison sur la zone perturbée 01 qui se situait à environ 1 000 km à l'Est de Diego Garcia. Plus tard dans la journée, la JTWC a émis une alerte de formation de cyclones tropicaux. La perturbation s’est maintenue lentement lorsque des orages se sont enroulés autour du centre de circulation, et elle est devenue une dépression tropicale à 00:00 UTC le 13 novembre. Plus tard dans la journée, 01 entra dans une zone propice au développement tropical; ainsi, à 18h UTC, 01 devint la première tempête tropicale modérée, nommée par le Mauritius Meteorological Services à 21h30 heure locale, avec des vents de 65 km/h, une pression minimale de 997 hPa et une vitesse de déplacement de 20 km/h au ouest-sud-ouest.
Le 14 novembre à 12h UTC, Alicia devient une forte tempête tropicale, atteignant son pic d'intensité avec une pression minimale de 982 hPa, des vents sur 10 minutes de 100 km/h avec des rafales de 150 km/h. Alicia évolue ensuite au large des terres de l'Océan Indien et ne représente aucune menace pour les habitants de ces îles.

### Dépression tropicaleDeux
Le 12 novembre, parallèlement à la perturbation précurseur du cyclone Alicia, Météo-France La Réunion (CMRS) a commencé à surveiller une autre perturbation de la mousson plus à l'ouest pour une cyclogenèse tropicale potentielle. Le 14 novembre, une zone de temps perturbé s'est formée mais avait du mal à organiser son activité orageuse malgré la consolidation d'une circulation dépressionnaire de bas niveau. Après une amélioration, le CMRS a lancé des avis de dépression tropicale dans le nord-est de Madagascar à 18 h UTC le 15 novembre. Le système a eu beaucoup de mal à s'intensifier en raison du fort cisaillement des vents dû à sa proximité de l'écoulement du cyclone tropical Alicia. Il s'est rapidement affaibli et le dernier avis a également été émis par le CMRS le 16 novembre.

### Forte tempête tropicaleBongoyo
Dès le 30 novembre, un système dépressionnaire évolue dans la région Australienne et migre dans notre zone le lendemain. Le 4 décembre, l'agence JTWC a émis une alerte de formation de cyclone tropical sur ce système. Après avoir effectué une boucle dans le sens horaire, avec peu de changement sur l'intensité, le système a commencé à emprunter une trajectoire plus méridienne le 05 décembre.
Le 6 décembre, le système entame son processus d'intensification. À 06 h UTC le stade de perturbation tropicale est atteint et 12 heures plus tard c'est le stade de dépression tropicale qui est confirmé. Le 7 décembre, le système est nommé Bongoyo, ayant atteint le premier stade de la tempête tropicale. Effectivement les données ASCAT révèlent des vents de force tempête sur la moitié Sud de la circulation.
Sur les premières images satellites du 8 décembre, on constate qu'un point chaud essaye d'émerger dans la masse nuageuse compacte de la tempête. À 00 UTC, le stade de forte tempête est atteint. La puissance de Bongoyo durant cette journée se stabilise à 60 kt sur 1 minute qui sera son pic d'intensité. La dynamique d'intensification est contrariée par un vent cisaillant en altitude qui entraîne l'érosion de la masse nuageuse centrale.
Le 9 décembre à 15h UTC, Bongoyo est rétrogradé en tempête tropicale modérée. On constate que la convection s'est davantage disloquée de la circulation. Malgré cette contrainte en altitude bien présente, Bongoyo résiste durant la journée du 10 décembre au stade de tempête modérée passant de 45 kt sur 1 minute à 00 UTC à 40 kt à 18 UTC. Le 11 décembre, Boyogo est rétrogradé en une simple dépression résiduelle par le CMRS de Météo-France, le centre dépressionnaire démuni de toute convection fait route désormais vers l'Ouest-Nord-Ouest, surfant le long du bord Sud d'une crête subtropicale. Cette circulation résiduelle est observée au nord des Mascareignes durant la journée du 14 décembre.

### Forte tempête tropicaleChalane
Le 19 décembre, le CMRS de La Réunion a commencé à surveiller une zone de perturbations météorologiques située à environ 830 km au sud-ouest de Diego Garcia. Le système était situé dans un environnement favorable à l'intensification en raison de la présence d'une onde de Kelvin et d'une onde de Rossby équatoriales ainsi que d'une température de surface de la mer chaude, d'un cisaillement vertical du vent faible à modéré et d'une bonne divergence en altitude. Les conditions ont commencé à se détériorer quelque peu au cours des jours suivant alors que le système serpentait vers l'ouest mais la tempête a quand même réussi à atteindre le statut de dépression tropicale le 23 décembre. Environ 24 heures plus tard, à 6 h UTC le 24 décembre, la dépression s'était renforcée jusqu'à devenir la tempête tropicale modérée Chalane avec un champ de vent hautement asymétrique. À peu près au même moment, le Centre conjoint d'alerte aux typhons (JTWC) a émis une alerte de formation de cyclone tropical et à 21 h UTC, il a désigné Chalane comme la tempête tropicale 07S.
Chalane a continué de lutter contre les effets du fort cisaillement des vents du nord-nord-est, passant juste au sud de l'île Tromelin le 25 décembre, où une pression de 1 001,5 hPa fut enregistrée. La tempête fut rétrogradée en dépression tropicale à 18 h UTC ce jour-là, poursuivant lentement vers l'ouest vers le littoral malgache. L' activité convective est restée désorganisée tandis que le centre a accéléré vers l'ouest jusqu'au moment de toucher la côte le 26 décembre à 18 h UTC près de Foulpointe. Chalane a ensuite dégénéré en un creux barométrique bien que son centre soit resté intact. Le CMRS a cessé ses avis à ce moment-là, car la ré-intensification était incertaine.
Le système a traversé Madagascar le 27 décembre avant d'émerger au-dessus du canal du Mozambique le lendemain et les avis ont repris. Il s'est redéveloppé d'abord en dépression tropicale et 6 heures plus tard en tempête tropicale modérée. Chalane a continué à se renforcer sur le canal avec un couverture nuageuse centrale dense avec une bande de précipitations incurvée devenant apparente sur l'imagerie satellite. la tempête a gagné le statut de tempête tropicale intense à 6 h UTC le 29 décembre avec la formation d'un mur oculaire.
Elle a continué à gagner lentement de la force dans un environnement favorable et, 12 heures plus tard, atteignant son apex avec des vents maximums soutenus de 110 km/h  et une pression centrale de 983 hPa. Peu de temps après, Chalane a touché terre au nord de Beira, au Mozambique le 30 décembre et faiblit à cause de l'interaction avec les terres. Devenant une dépression résiduelle plus tard dans la journée au Zimbabwe, toute activité orageuse organisée cessa et le CMRS émit son dernier avis.
Il est tombé 203 mm de pluie à Toamasina, Madagascar, en seulement 24 heures. Les dommages ont été relativement isolés sur l'île, bien que des poteaux électriques furent cassés, et les inondations ont été moins graves que prévu.
Au Zimbabwe, Chalane adonné de fortes pluies et des rafales violentes à Chimanimani, dans la province de Manicaland, avec quelques toits de maisons emportés par le vent ainsi que des perturbations des réseaux électriques et téléphoniques. Des dommages mineurs ont été signalés à quelques institutions, dont l'hôpital de Chimanimani, l'école de Ndima et une église locale. Plus de 600 personnes sont arrivées dans les centres d'évacuation du district de Chimanimani tandis que plus de 100 familles de réfugiés du camp de Tongogara, dans le district de Chipinge, se sont temporairement installées sur des terrains plus élevés.
En Namibie, les vestiges de Chalane et d'un autre système dépressionnaire ont provoqué de fortes pluies et des orages dans tout le pays le 2 janvier. La partie centre-nord du pays a signalé des précipitations totalisant jusqu'à 150 mm.

### Dépression tropicaleCinq
Le 17 décembre, les CMRS de La Réunion a commencé à surveiller une zone de basse pression cisaillée située à l'extrême nord-est du bassin, à environ 1 250 km à l'ouest-nord-ouest des îles Cocos. Le système a commencé à se déplacer lentement vers le sud-est et le jour suivant il a été classé comme une perturbation tropicale. À ce moment, la pression atmosphérique centrale du système était estimée à 1 005 hPa et les données du diffusiomètre satellite, juste après 2 h UTC le 18 décembre indiquaient des vents maximums soutenus sur 10 minutes allant jusqu'à 55 km/h dans le demi-cercle nord de la perturbation. Les conditions environnementales étaient marginalement propices à la cyclogenèse tropicale  avec une température de surface de la mer proche de 30 °C et un faible cisaillement vertical du vent, mais seulement un faible écoulement dans la haute troposphère.
La perturbation tropicale a traversé dans la région australienne le 20 décembre où elle a été classée comme la dépression tropicale 04U par le Bureau australien de météorologie. Après avoir serpenté à l'extérieur du bassin pendant plusieurs jours, le système est revenu dans la zone de responsabilité du CMRS en tant que zone de temps perturbé le 28 décembre avant d'être amélioré de devenir la dépression tropicale Cinq le 31 décembre.
Cependant, le système n'a pas pu s'intensifier de manière significative, en raison de l'écoulement de la tempête tropicale sévère Danilo au nord-ouest. Le 2 janvier, la dépression tropicale a commencé à subir un effet Fujiwhara avec Danilo, avant de s'y fusionner le lendemain.

### Forte tempête tropicaleDanilo
Le 28 décembre, une perturbation s'est formée près de l'archipel des Chagos. Il s'est progressivement organisé sur un environnement cisaillé mais humide au cours des jours suivant et devint la tempête tropicale modérée Danilo à 12 h UTC le 1er janvier. Pendant qu'elle se dirigeait vers le nord, elle a continué à se renforcer avec l'apparition de convection très profonde et d'un œil au niveau moyen le jour suivant. En même temps, Danilo a commencé à interagir avec la dépression tropicale Cinq plus à l'est.
La tempête a atteint un premier pic d'intensité avec des vents soutenus de 110 km/h et une couverture nuageuse centrale dense le 3 janvier tout en absorbant ce qui restait de la dépression tropicale Cinq. La fusion infligea un certain cisaillement du vent du sud-est à la tempête qui l'affaiblit rapidement pour revenir à une tempête tropicale modérée à 6 h UTC le 4 janvier.
Danilo reprit son intensification à la fin de la journée, retrouvant la force de la tempête tropicale sévère à 6 h UTC le 5 janvier avec une amélioration des conditions d'environnement. Elle atteignit un second pic de ses vents à 100 km/h et une pression centrale de 981 hPa. L'augmentation soudaine du cisaillement au nord du système, l'absence d'écoulement et une interaction avec le courant-jet subtropical a amené Danilo à prendre un virage serré vers l'ouest et à s'affaiblir en une tempête tropicale modérée. Danilo est retombé au statut de dépression tropicale plus tard le 5.
La tempête persistante a maintenu une trajectoire vers l'ouest, devenant une dépression résiduelle le 9 janvier avec une circulation entièrement exposée à l'approche des Mascareignes. Danilo est passé au nord de l'île Maurice en tant que système en dissipation le 11 janvier avant de disparaitre le lendemain.

### Cyclone tropicalEloise
Le 14 janvier, une perturbation météorologique s'est formée au-dessus du centre de l'océan Indien sud, à l'est d'un autre système, se déplaçant progressivement vers l'ouest. Le 16 janvier, le système est devenu une dépression tropicale. La convection profonde persistante a renforcé le système en tempête tropicale modérée Eloise le lendemain.
Initialement, Eloise a dû lutter contre la présence d'un fort cisaillement des vents dans son quadrant est et de l'air sec, ce qui a provoqué le déplacement de l'activité orageuse vers l'ouest. Le système a continué à s'intensifier malgré tout en une forte tempête tropicale le 19 janvier, tout en se dirigeant vers Madagascar.
Cette tendance à l'intensification n'a pas duré particulièrement longtemps car Eloise a fait un petit virage vers le nord et puis a touché terre à Antalaha, Madagascar, tout en s'affaiblissant en tempête tropicale modérée à cause de l'interaction terrestre avec les montagnes. Le jour suivant, Eloise est redescendu à dépression tropicale. Le 20 janvier, le système a émergé dans le canal du Mozambique près de Mahajanga et commencé à se réintensifier lentement grâce aux eaux chaudes, à un environnement humide, à un faible cisaillement des vents. Cependant, une certaine convergence en altitude a empêché la convection de se développer rapidement, bien que tous les autres facteurs aient été relativement favorables.
Peu de temps après, la convergence de niveau supérieur a commencé à diminuer, permettant au système de se renforcer plus rapidement. Eloise a développé des bandes de pluie bien définies enveloppant dans un petit œil, marquant son intensification dans un cyclone tropical le 22 janvier. Tôt le 23 janvier, Eloise a poursuivi la tendance à l'intensification rapide et a culminé en tant que cyclone tropical équivalent de catégorie 2 sur l'échelle Saffir-Simpson avec des vents soutenus de 10 minutes de 150 km/h, des vents soutenus sur une minute de 165 km/h et une pression centrale minimale de 967 hPa alors que le mur de l'œil de la tempête touchait la côte. Peu de temps après, le centre d’Eloise a touché terre juste au nord de Beira (Mozambique) avec la même intensité. Eloise s'est ensuite rapidement affaiblie par friction en dépression tropicale alors qu'elle se dirigeait plus loin à l'intérieur des terres. Le 25 janvier, le système a dégénéré en un creux résiduel  et le CMRS de La Réunion a émis son dernier avis sur le système.
Des inondations dévastatrices se sont produites dans tout le centre du Mozambique, de nombreuses zones étant déjà inondées en raison de fortes pluies les semaines avant l'arrivée d’Eloise. Plus de 270 000 personnes ont été touchées à travers l'Afrique australe, dont 267 289 au Mozambique, plus de 1 000 au Zimbabwe et plus de 1 000 en Eswatini. Bien que les dommages causés par Eloise furent moindres qu'avec le cyclone Idai de 2019, les maisons, les cultures et les infrastructures furent durement touchées.
Au Mozambique, au moins 20 558 maisons ont été détruites, endommagées ou inondées, principalement dans la province de Sofala. Au moins 460 salles de classe et 86 centres de santé eurent besoin de réparations. Selon l'UNICEF, au moins 90 000 enfants du centre du Mozambique auront probablement besoin d'une aide humanitaire à la suite du cyclone. Plus de 177 000 hectares de cultures furent inondées. Au Zimbabwe, au moins 349 maisons auraient été détruites ou partiellement endommagées. Dans la province de Manicaland, plusieurs routes principales ont été endommagées à cause des pluies incessantes. En Afrique du Sud, il fut signalé plusieurs événements météorologiques graves dans l'ouest de État libre et du Cap-Nord, y compris les dommages aux routes, des inondations et des évacuations des communautés et des personnes bloquées par la crue. Les fortes pluies peuvent causer des dommages considérables aux cultures et aux terres agricoles saturées d'eau.
Le bilan humain est de 21 morts, dont 11 au Mozambique, 3 au Zimbabwe, 4 à Eswatini, 2 en Afrique du Sud et 1 à Madagascar. Les pluies ont produit un risque élevé de maladies d'origine hydrique, y compris le choléra. Des dizaines de milliers d'hectares de cultures furent inondés ce qui aura des conséquences sur la prochaine récolte et la sécurité alimentaire.

### Tempête tropicale modérée Joshua
Le 16 janvier, Météo-France La Réunion (CMRS) a noté pour la première fois la présence d'une dépression tropicale dans la région australienne qui devait se renforcer en passant vers le sud-ouest de l'océan Indien. Le système était devenu le cyclone tropical Joshua avant d'entrer le lendemain dans la zone de responsabilité du CMRS. La convection a fluctué le 18 janvier, mais la tempête a maintenu le niveau de tempête tropicale modérée avant d'entrer dans un environnement plus hostile avec beaucoup d'air sec et de cisaillement des vents. Les orages de Joshua se sont dissipés rapidement et le système est retombé au niveau de dépression tropicale le lendemain. À 18 h UTC le 19 janvier, le Joint Typhoon Warning Center (JTWC) et le CMRS ont tous deux émis leur dernier avertissement pour Joshua qui n'a fait aucun dégât étant toujours resté en mer,.

### Dépression tropicalNeuf
Le 27 janvier, la dépression tropicale 10U de la région australienne est entrée dans le bassin et a été désignée sous le nom de dépression tropicale Neuf. En se déplaçant dans un environnement très hostile, avec de l'air sec et un fort cisaillement du vent, le système a eu du mal à se maintenir avec seulement une faible convection dans son quadrant sud. Peu de temps après son entrée dans le bassin, Météo-France La Réunion (CMRS) a émis son dernier avertissement le 28 janvier à 12 h UTC car le système était devenu très désorganisé.

### Cyclone tropical très intenseFaraji
Tôt le 4 février, CMRS de La Réunion a commencé à suivre une circulation de surface bien définie et se développant au sud-est de l'archipel des Chagos. N'ayant initialement qu'un potentiel limité, la perturbation s'est développée de manière inattendue et rapide en une dépression tropicale 18 heures plus tard. Le Joint Typhoon Warning Center (JTWC) a également émis son premier avertissement sur le système comme le cyclone tropical 19S à 9 h UTC ce jour-là. La dépression s'est intensifiée en tempête tropicale modérée Faraji à 12 h UTC le 5 février.
Une intense bande de convection profonde intense s'est enveloppé ensuite du côté ouest au côté nord tout en se consolidant rapidement. Par la suite, Faraji a poursuivi son intensification rapide avec une structure centrale bien définie se développant devenant une forte tempête tropicale tôt le 6 février. Faraji a alors développé un œil de très faible diamètre, devenant un cyclone tropical plusieurs heures plus tard. L'œil du cyclone est rapidement devenu plus prononcé sur l'imagerie satellite infrarouge tandis que le cyclone dérivait au-dessus des eaux très chaudes et un faible cisaillement vertical du vent, indiquant que plus de renforcement s'était produit. Toujours en intensification rapide, il a devint le premier cyclone tropical intense de la saison à 6 h UTC le 7 février avec un œil dégagé entouré d'une convection profonde et persistante alors que la vitesse de déplacement du cyclone commençait à ralentir de manière significative. À ce moment, le JTWC a rehaussé Faraji à l'équivalent de catégorie 4 dans l'échelle de Saffir-Simpson, avec des vents soutenus sur une minute à 215 km/h.
Pendant les heures suivantes, Faraji a maintenu sa structure même si le sommet de nuages se réchauffaient légèrement puis a commencé à affaiblir tout en restant un cyclone tropical intense. Cependant, après avoir accéléré vers l'est en passant sur une température de surface de la mer plus fraîche, Faraji s'est très rapidement renforcé le 8 février et est devenu un cyclone tropical très intense à 18 h UTC, le plus haut niveau de la nomenclature dans ce bassin. Sa pression centrale étaient de 927 hPa et les vents soutenus sur 10 minutes 230 km/h. Pour sa part, le Joint Typhoon Warning Center a estimé que Faraji avaient des vents soutenus sur une minute de 260 km/h, soit l'équivalent de la catégorie 5 dans l'échelle de Saffir-Simpson, et comportait un œil très bien défini ainsi que montrait les caractéristiques d'un cyclone tropical annulaire.
Le 11 février, Faraji avait considérablement faibli avec des vents soutenus sur 10 minutes de seulement 155 km/h. L'affaiblissement s'est ensuite poursuivi et à minuit le 13 février, les vents n'étaient plus que de 85 km/h. À 12 h UTC, le système était suffisamment affaibli pour que le CMRS de La Réunion émette son dernier bulletin. La dépression résiduelle se dirigeait toujours vers l'ouest et devait passer au nord des Mascareignes au cours des 5 jours suivants.

### Cyclone tropicalGuambe
Le 10 février, une perturbation s'est développée au large des côtes du Mozambique. Le 12 février, le CMRS de La Réunion a noté que la dépression avait acquis des caractéristiques subtropicales et avait touché terre près d'Inhambane au Mozambique, se déplaçant lentement vers l'intérieur des terres sans avoir développé d'activité convective soutenue. Le jour suivant, le système a été désigné comme une dépression tropicale terrestre, donnant localement de fortes pluies dans les régions du sud du Mozambique. Pendant les jours suivants, le système a fait une lente boucle dans le sens des aiguilles d'une montre sur le Mozambique, tout en s'organisant lentement.
Le 15 février, le système avait fait demi-tour vers l'est et devait réémerger dans le canal du Mozambique. À 6 h UTC le lendemain, le système a fait son entrée au-dessus de l'eau chaude et fut désigné comme la pperturbation tropicale 11. La tempête a continué à s'organiser et à 18 h UTC, le CMRS l'a rehaussé à dépression tropicale. Le 17 février, la dépression est devenu la tempête tropicale modérée Guambe à 12 h UTC. La tempête s'est régulièrement renforcée le lendemain à mesure que l'activité orageuse devenait plus localisée autour de la circulation centrale, mais le manque de convergence des niveaux limitait initialement toute intensification significative.
Guambe est quand même devenue une violente tempête tropicale à 18 h UTC le 18 février. Dans les heures qui ont suivi, une couverture nuageuse centrale dense bien définie s'était développée tandis que le système continuait à devenir plus organisé. Guambe est de venu cyclone tropical tôt le 19 février avec l'apparition d'un très petit œil sur l'imagerie satellitaire infrarouge et une structure centrale bien définie. Le lendemain , il s'est rapidement affaibli pour revenir au statut de forte tempête tropicale en raison d'un cycle de remplacement du mur de l'œil.
Le 21 février à 18 h UTC, le CMRS de la Réunion a finalement déclaré le système une dépression post-tropicale bien au large de l'Afrique du Sud et se dirigeant rapidement vers le sud-est tout en faiblissant. Guambe sera finalement absorbé par un système frontal les jours suivants.
Guambe a frappé moins d'un mois après que le cyclone Eloise ait touché terre près du même endroit, aggravant la crise en cours dans la région. Le cyclone a produit des précipitations torrentielles au Mozambique, entraînant des inondations généralisées et déplaçant plus de 27 000 personnes. Deux ponts furent emportés par la crue sur le fleuve Umbeluzi, des centaines de maisons et des récoltes furent détruites. Le 15 février, une prison du sud du Mozambique a transféré 150 prisonniers dans un autre établissement pénitentiaire à 80 kilomètres de distance en raison du risque d'inondation. Guambe est également suspecté d'être impliqué dans la mort de 111 dauphins à long bec au large du Parc national de l'archipel Bazaruto bien qu'aucun dommage matériel n'ait été signalé dans le secteur. La tempête a provoqué des inondations dans certaines parties du nord-est de l'Afrique du Sud avant son retour sur le canal du Mozambique le 16 février.

### Cyclone tropical intenseMarian
À 6 h UTC le 1er mars, le cyclone tropical intense Marian est entré dans la zone de responsabilité de Météo-France La Réunion (CMRS) après avoir traversé le 90e méridien depuis la région australienne. À l'époque, le système a été évalué comme un cyclone tropical sévère de catégorie 3 à l'échelle australienne, avec des vents maximums soutenus sur 10 minutes de 150 km/h et une pression atmosphérique centrale de 964 hPa. En entrant dans le bassin du sud-ouest de l'océan Indien, le système a été classé comme cyclone tropical par le CMRS. En raison de la courte période pendant laquelle Marian devait rester dans le bassin avant de retourner dans la région australienne, il a été convenu que le Météo-France laisserait la responsabilité de fournir des informations officielles au Bureau of Meteorology (BOM).
Marian ralentit étant pris entre deux crêtes barométriques au nord et au sud. Après un plateau d'intensité de plus d'une journée, marqué par un cycle de remplacement du mur de l'œil et une variation périodiques de la convection profonde autour du noyau, le cyclone a repris de la vigueur le 2 mars. Les vents maximums soutenus sur 10 minutes ont augmenté à 165 km/h, avec des rafales à 230 km/h, et une pression atmosphérique minimale de 950 hPa. Le système a été rehaussé par la BOM en catégorie 4 sur l'échelle australienne, équivalent à un cyclone tropical intense dans le bassin du sud-ouest de l'océan Indien. L'augmentation d'intensité s'est avérée de courte durée et le cyclone a commencé à affaiblir graduellement en retournant vers l'est. Marian a quitté le bassin du sud-ouest de l'océan Indien juste avant 12 h UTC le 2 mars.

### Cyclone tropical intenseHabana
Le 2 mars, Météo-France La Réunion (CMRS) a commencé à surveiller une perturbation liée à une convergence du creux de mousson d'est et des alizés. Pendant que le système développait lentement un noyau discernable, il a été désigné tempête tropicale modérée Habana à 12 h UTC le 4 mars. Sous l'influence d'une crête proche équatoriale, Habana a été lentement dirigée vers l'est-sud-est et a continué à se renforcer régulièrement. Habana a atteint la force de la tempête tropicale sévère le 5 mars, avec un œil peu profond se reformant. La tempête a subi une intensification explosive et est passé à cyclone tropical intense avec des vents soutenus de 10 minutes de 185 km/h en 12 heures le même jour.
Habana a atteint sa force maximale avec une pression de 938 hPa le 6 mars puis a maintenu un œil en tête d'épingle très bien défini et une structure centrale compacte. Le JTWC a évalué ses vents soutenus sur une minute à 230 km/h, ce qui équivaut à un ouragan de catégorie 4. Le 7 mars, le système a rencontré un peu d'air sec et a commencé à s'affaiblir pendant que l' œil effondrait entièrement. Le CMRS a rétrogradé Habana à un cyclone tropical. L'intrusion d'air sec a conduit à Habana à continuer de l'affaiblir rapidement et les vents faiblir à 120 km/h le lendemain.
Après avoir effectué un virage vers le sud-sud-ouest le 9 mars, Habana a lentement gagné en force en se déplaçant dans des conditions plus favorables. Le lendemain, il a recommencé à s'intensifier rapidement et est redevenu un cyclone tropical intense à 6 h UTC. Habana a atteint son troisième pic d'intensité le 11 mars avec une pression centrale minimale de 939 hPa. À partir du 13, le cisaillement du vent est rapidement devenu défavorable et que l'humidité relative a diminué de manière significative, la tempête a commencé à affaiblir rapidement, tombant sous l'intensité du cyclone tropical le 14 mars.
Le même jour, le système a également fait une petite boucle dans le sens antihoraire vers l'est. Habana s'est bientôt affaiblie davantage, avec un centre entièrement exposé et une convection en décomposition alors que l'air sec continuait à affliger le système. Le CMRS a émis son dernier avertissement le 16 mars, la tempête ayant perdu toute sa convection.

### Tempête tropicale modéréeIman
Le 3 mars, une faible perturbation tropicale s'est rapidement formée dans le flux de mousson dans le canal du Mozambique. Le système s'est lentement organisé malgré un cisaillement modéré du vent, devenant une dépression tropicale le jour suivant. Avant que le système ne puisse se renforcer dans des conditions relativement favorables, il a touché terre à Madagascar vers 9 h 50 UTC le 5 mars et a commencé à s'affaiblir rapidement. Après avoir accéléré à travers la masse continentale malgache, le système est réapparu sur mer près de Vatomandry le 6 mars, sa circulation ayant pris une forme allongée.
Après être passée au sud-ouest des îles Mascareignes, elle s'est transformée en tempête tropicale modérée Iman à 0 h UTC le 7 mars, avec le développement des bandes de pluie et d'une masse centrale orageuses. Iman a ensuite accéléré vers le sud-est, guidée un creux barométrique tout en maintenant son intensité. Le jour suivant, alors que la tempête continuait d'accélérer, le cisaillement du vent est monté en flèche et la tempête s'est rapidement détériorée. Ainsi, le JTWC a émis son dernier avertissement sur le système plus tard dans la journée. Toute convection s'est finalement dissipée et le CMRS de La Réunion a également émis son avertissement final à 12 h UTC le 8 mars.
Le 6 mars, la Réunion a été mise en alerte jaune en raison de la dépression. Les météorologues avaient prévu une période brève mais intense de temps violent lié au cyclone. Les orages intenses associés à la bande de pluie d’Iman sont passés directement au-dessus de l'île, apportant une taux de foudre exceptionnellement intense avec plus de 3 000 coups. Les pluies diluviennes généralisées ont laissé des accumulations allant jusqu'à 309 mm (1,01 pi) à Sainte-Rose. Certaines zones de Saint-Denis ont été inondées et des arbres ont été déracinés. Plus de 15 000 personnes ont perdu l'électricité sur l'île, bien qu'environ 3 000 aient récupéré le courant 5 heures plus tard.

### Dépression tropicaleQuinze
Le 23 mars, Météo-France La Réunion (CMRS) a mentionné pour la première fois le développement probable d'une dépression fermée au sud-ouest de Diego Garcia grâce à l'influence de vents de nord-ouest sur le versant équatorial d'un creux de mousson. Une perturbation est apparue le 25 mars et le lendemain, le système avait une large circulation fermée de bas niveau mais se débattait dans un cisaillement modéré du vent.
Malgré cela, la circulation s'est intensifiée pour devenir la dépression tropicale Quinze à 6 h UTC le 27 mars. Au fur et à mesure que le cisaillement se renforçait, la convection variait en essayant de couvrir la circulation exposée. Tous les orages associés à la circulation de bas niveau se sont finalement effondrés à midi le 28 mars et le dernier avis a été émis par le CMRS à ce moment-là. Le JTWC a également annulé son alerte de formation de cyclone tropical, tôt le jour suivant.
Ayant toujours resté en mer, le système n'a fait aucun dégât.

### Cyclone tropicalJobo
Dès le 10 avril, Météo-France La Réunion (CMRS) a commencé à surveiller une large circulation qui s'est formée à l'est de l'archipel des Chagos. La perturbation mal définie s'est déplacée vers l'ouest pendant plusieurs jours et le 15 avril n'aavait qu'une activité orageuse minimale. Malgré une convergence de bas niveau très défavorable, à 12 h UTC le 19 avril le système est devenue une perturbation tropicale selon MFR. Tôt le lendemain, grâce à une amélioretion des conditions ambiantes, elle fut rehaussée à dépression tropicale. Le très petit système s'est encore renforcé, gagnant le nom de Jobo à 18 h UTC ce même jour alors qu'il atteignait une force de tempête tropicale modérée à environ 215 km au nord-nord-est d'Andranovondronina, Madagascar.
Jobo s'intensifia rapidement dans des conditions plus favorables avec une atmosphère humide et un faible cisaillement du vent. Le système est devenu une violente tempête tropicale à peine 12 heures après avoir été nommé puis a atteint la force de cyclone tropical 6 heures plus tard avec un œil minuscule sur l'imagerie satellitaire et des vents soutenus sur 10 minutes de 120 km/h. En raison de sa petite taille, le cyclone a facilement entraîné de l'air sec et il a rencontré une petite augmentation du cisaillement du vent, provoquant une détérioration rapide de son noyau et un affaiblissement à tempête tropicale sévère puis modérée le 22 avril. Le CMRS a déterminé que Jobo avait dégénéré en une dépression résiduelle à environ 40 km au large de la Tanzanie le 24 avril et émis son dernier avis.
Jobo, en tant que violente tempête tropicale, a causé renversé des arbres et endommagé des toits à travers l’atoll de Cosmoledo aux Seychelles. Ses rafales atteignaient 150 km/h dans l'île Astove plus au sud où tous les bâtiments avaient été renforcés depuis le passage du cyclone Fantala en 2016. Les îles de Farquhar, de l'Assomption et d'Aldabra ont également connu des vents localement forts, de fortes vagues et de fortes pluies, mais aucun dommage important.
Alors que Jobo s'approchait de la Tanzanie, les prévisions météorologiques ont amené la trajectoire de la tempête de plus en plus près de la ville très peuplée de Dar es Salam.  On s'attendait à ce que les accumulations de pluie atteignent 200 mm, soit l'équivalent d'un mois de pluie. La région autonome de Zanzibar a suspendu tous les liens maritimes le 24 avril. Les impacts dans le pays ont cependant été mineurs en raison de son affaiblissement.

## Chronologie des événements
| Classifications des systèmes tropicaux sur le bassin | Classifications des systèmes tropicaux sur le bassin |
| Vent soutenu sur 10 minutes (nœuds)                  | Océan Indien sud-ouest Météo-France                  |
| ---------------------------------------------------- | ---------------------------------------------------- |
| <28                                                  | Perturbation tropicale                               |
| 28–33                                                | Dépression tropicale                                 |
| 34–47                                                | Tempête tropicale modérée                            |
| 48–63                                                | Forte Tempête tropicale                              |
| 64–89                                                | Cyclone tropical                                     |
| 90–114                                               | Cyclone tropical intense                             |
| 115 et plus                                          | Cyclone tropical très intense                        |